# Крест Каравака
Крест Каравака (исп. Cruz de Caravaca) — шестиконечный крест, реликвия испанского города Каравака-де-ла-Крус, получившего от него своё название.
Также известен как Lignum crucis — по преданию частица того самого Креста, на котором был распят Иисус Христос. Хранится в базилике Вера Крус.

## История
По одной из версий появление этой реликвии связано с паломничеством в Караваку патриарха Иерусалимского, который принес с собой в XIII веке частицу Животворящего Креста. По другой версии появление здесь креста связано с епископом, преемником патриарха Роберта на Иеусалимском престоле.
От креста Каравака происходит одноимённое нарицательное название крестов, которые были распространены в различных частях Европы с XVI века, часто для защиты от холеры и других заболеваний (иногда его именовали «холерным крестом» или «крестом святого Бенедикта»). С начала он появился в Испании, затем в других частях Европы. Данный крест стал очень популярным в Польше в конце XVIII века.
Во время Наполеоновских войн священники спрятали ковчег с крестом во избежание его кражи. Однако крест был украден неизвестными в 1934 году. После гражданской войны в Испании, в 1942 году, папа Пий XII предоставил городу новый Lignum crucis.
В настоящее время город и базилика являются популярным местом у туристов, где им предлагают большое количество различной сувенирной продукции.